# آخ (شهر)

نشان شهر آخ آلمان

آخ (Aach) شهری در ایالت بادن-وورتمبرگ، آلمان است.

## تاریخچه
از شهر آخ برای نخستین بار در سال ۱۱۰۰ نام برده شده‌است. این دهکده در سال ۱۱۵۰ با نام لاتینی «اُپیدوم آخ» در هِگوویا، نامیده می‌شد. شاه رودولف یکم آلمان آخ را به عنوان یک شهر، در سال ۱۲۸۳ به قلمرو خود افزود. طی سده‌های بعد از آن این شهر جزء اتریش پسین به‌شمار آمد.